# Skútustaðahreppur
Skútustaðahreppur is een gemeente in het noordwesten van IJsland in de regio Norðurland eystra. Het heeft 428 inwoners (in 2005), waarvan er 208 in het plaatsje Reykjahlíð wonen. De gemeente is een van de weinige gemeentes in IJsland die niet aan zee grenzen.
Het grootste deel van het grondgebied van de gemeente wordt ingenomen door het lavaveld Ódáðahraun. In het zuiden van de gemeente ligt de Dyngjujökull, een randgletsjer van de Vatnajökull. De oostgrens van de gemeente wordt gegeven door de rivier de Jökulsá á Fjöllum. Bekende bergen in de gemeente zijn de tafelberg Herðubreið (1682 m) en de vulkanen Askja, Öskjuvatn en Krafla (818 m).
Akureyrarkaupstaður · Norðurþing · Fjallabyggð · Dalvíkurbyggð · Eyjafjarðarsveit · Hörgársveit · Svalbarðsstrandarhreppur · Grýtubakkahreppur · Skútustaðahreppur · Tjörneshreppur · Þingeyjarsveit · Svalbarðshreppur · Langanesbyggð